# Porc de Normandie
Le porc de Normandie est une Indication Géographique Protégée (IGP) depuis les années 1990. C’est une marque de certification de viande porcine issue d’élevages majoritairement normands.

## Historique
L'élevage du porc en Normandie remonte au Moyen-Âge. Plusieurs races locales ont existé dans la région. Depuis 2016, la Normandie est la quatrième région productrice de porcs au niveau national. Elle produit plus de 1.28 millions de porcs charcutiers par an, ce qui représente 5.5% de la production nationale .

## Cahier des charges
Pour obtenir le label IGP, le Porc de Normandie doit avoir le label VPF (Viande de Porc Française). Cela permet de garantir l’origine française des produits. C’est une traçabilité qui permet d’assurer le suivi des produits sur l’ensemble de la filière, de la fabrication à la distribution. Le Porc de Normandie a obtenu le premier Label rouge pour un porc, seul signe français qui définit un niveau de qualité supérieure .

## Aire géographique
L’aire géographique est délimitée par 3026 communes, des départements de la Normandie, la Somme, l’Oise, la Sarthe et la Mayenne, l’Ille-et-Vilaine ainsi que le Val-d’Oise et les Yvelines.

## Conditions de production
Après avoir été nourris au lait maternel, les porcs consomment des aliments propices à la croissance. Pendant l'engraissement, les aliments doivent contenir 75% de céréales et leurs dérivés, provenant de la zone de production, la partie restante est constituée de protéines végétales, minérales et vitaminiques .

## Gastronomie
La viande de Porc de Normandie a une couleur qui varie du rose au rouge, elle est tendre et savoureuse .